# Telling Lies (chanson)
Singles de David Bowie
Hallo Spaceboy
(février 1996) Little Wonder
(janvier 1997)
Telling Lies est une chanson de David Bowie parue en single fin 1996, puis en 1997 sur l'album Earthling.
Bowie publie directement la chanson sur son site Web en septembre 1996, dans trois versions différentes : le Feelgood Mix de Mark Plati, le Paradox Mix de A Guy Called Gerald et le remix d'Adam F. Un single physique est publié deux mois plus tard.

## Musiciens
- David Bowie : chant, guitare, saxophone, claviers, échantillonnage
- Reeves Gabrels : programmation, synthétiseurs, guitares, chœurs
- Mark Plati : programmation, boucles, échantillonnage, claviers
- Gail Ann Dorsey : basse, chœurs
- Zack Alford : batterie, boucles, percussions électroniques